# Diffusion information communication
Pour les articles homonymes, voir DIC.

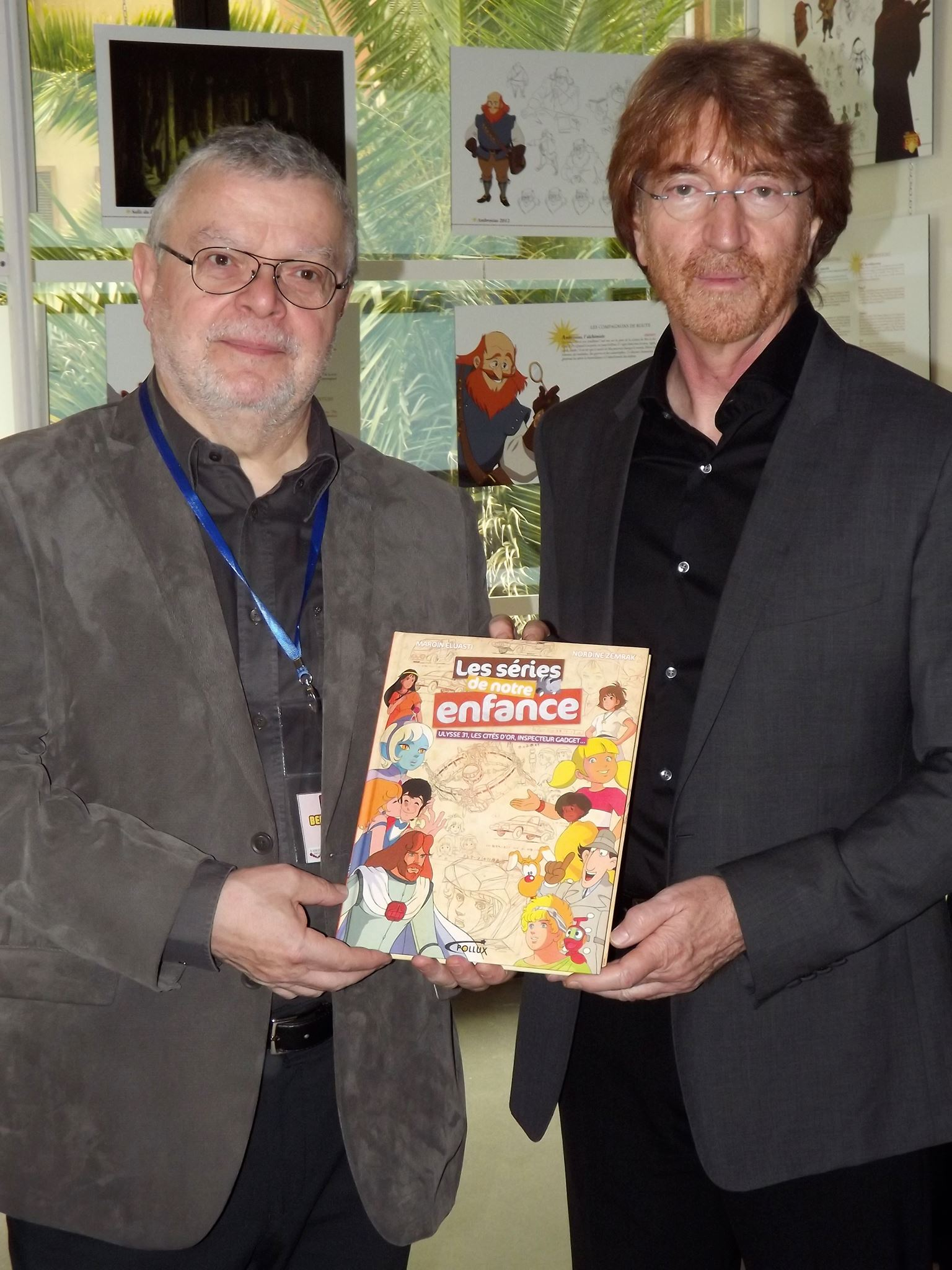
Bernard Deyriès et Jean Chalopin tenant l'ouvrage de Maroin Eluasti et Nordine Zemrak, Les Séries de notre enfance : Ulysse 31, Les cités d'or, Inspecteur Gadget
(convention Cartoonist, Nice, 2013).

Diffusion Information Communication (DIC) est une société de production de séries d'animation pour la télévision, française puis américaine, créée par Jean Chalopin en 1971 à Tours et disparue en 2008. Elle a été une filiale de Disney de 1993 à 2000.

## Histoire
Grâce à l'apport de 20 000 francs fournis par le quotidien régional La Nouvelle République du Centre-Ouest, Chalopin est en mesure de transformer sa société de distribution de prospectus publicitaires, l'OGAP (Office de Gestion et d'Action Publicitaire), en une SARL intitulée initialement « Diffusion Information Commerciale »
D'abord spécialisée dans les spots publicitaires, la société se lance dans les séries pour enfants à la fin des années 1970.
À la suite de la création de filiales au Japon (KK.DIC) et aux États-Unis (DIC Enterprises) en 1983, DIC Audiovisuel devient en 1985 la plus importante société européenne de dessin animés avec des séries telles que Ulysse 31 (co-produit avec Tokyo Movie Shinsha), ou Les Mystérieuses Cités d'or.
DIC devient le premier producteur mondial de programmes télévisés pour enfants.
En 1987, Jean Chalopin revend ses parts de DIC Enterprise, conservant la société française DIC Audiovisuel qui change son nom en C&D (Créativité et Développement). Andy Heyward (en) lui succède alors à la tête de ce qui est désormais la seule société "DIC Entertainment Corporation" aux États-Unis.
En 1993, ABC Capital Cities rachète la société qui devient en 1995 une filiale de la Walt Disney Company.
En novembre 2000, Andy Heyward, associé à la société Bain Capital, rachète DIC à Disney.
En juillet 2008, DIC est absorbé par le studio d'animation canadien Cookie Jar Entertainment, elle-même achetée en 2012 par WildBrain.

## Principales productions

### Séries d'animation
- 1980 : Cro et Bronto
- 1980 : Archibald le Magichien (en)
- 1981 : Ulysse 31
- 1982 : Les Mystérieuses Cités d'or
- 1983 : Inspecteur Gadget
- 1984 : Les Entrechats (Heathcliff and the Catillac Cats)
- 1984 : Les Amichaines (The Get-Along Gang)
- 1984 : Pole Position
- 1984 : Les Minipouss (The Littles)
- 1985 : Derrou
- 1985 : MASK
- 1985 : Les Bisounours (Care Bears)
- 1985 : Jayce et les Conquérants de la lumière (Jayce and the Wheeled Warriors)
- 1985 : Blondine au pays de l'arc-en-ciel (Rainbow Brite)
- 1985 : Denis la Malice (Dennis the Menace)
- 1986 : Les Popples
- 1987 : Starcom
- 1987 : Dame Boucleline et les Minicouettes (Lady Lovelylocks and the Pixietails)
- 1987 : La Lucarne d'Amilcar (série live)
- 1987 : Les Dinos de l'espace (DinoSaucers)
- 1987 : Bécébégé (Beverly Hills Teens)
- 1987 : Les Familles Sylvanians
- 1987 : Barbie et les Rockstars
- 1988 : COPS
- 1988 : Derrou Juniors
- 1989 : Captain N (Captain N: The Game Master)
- 1989 : Eski le Racaillou (Eski the Rockroodler)
- 1989 : GI Joe (deuxième série)
- 1989 : Maxie
- 1989 : La Légende de Zelda (The Legend of Zelda)
- 1989 : Super Mario Bros. (The Super Mario Bros. Super Show!)
- 1990 : Les Aventures de Super Mario Bros. 3 (The Adventures of Super Mario Bros. 3)
- 1991 : Capitaine Z et la patrouille des rêves (Captain Zed and the Zee Zone) (co-production avec HIT Communications PLC.)

- 1991 : Hammerman
- 1991 : Le Monde de Super Mario
- 1991 : Wish Kid
- 1991 : ProStars
- 1992 : Les Couleurs du Monde (The Colours of World)
- 1992 : Cascadogs (Stunt Dawgs)
- 1992 : Sailor Moon [voix et bande son]
- 1993 : Les Aventures de Sonic (Adventures of Sonic the Hedgehog/Sonic the Hedgehog)
- 1993 : Madeline
- 1994 : Mais où se cache Carmen Sandiego ? (Where on Earth is Carmen Sandiego?)
- 1994 : Street Sharks : Les Requins de la ville (Street Sharks)
- 1995 : Action Man
- 1996 : Les Aventures des Pocket Dragons (Pocket Dragons, co-production avec D'Ocon Films Productions)
- 1997 : Extrêmes Dinosaures (Extreme Dinosaurs)
- 1997 : Les Turbo Momies (Mummies Alive!)
- 1997 : Le Monde fou de Tex Avery (The Wacky World of Tex Avery)
- 1998 : Sonic le rebelle (Sonic Underground)
- 1999 : Sherlock Holmes au 22e siècle (Sherlock Holmes in the 22nd Century)
- 1999 : Sabrina, apprentie sorcière (Sabrina: The Animated Series)
- 1999 : Archie, Mystères et Compagnie (Archie's Weird Mysteries)
- 2001 : Évolution: Le dessin animé (Alienators: Evolution Continues/Evolution: The Animated Series)
- 2001 : Super Mega Sumos (Super Duper Sumos)
- 2001 : Mary-Kate et Ashley (Mary-Kate and Ashley in Action!)
- 2002 : Gadget et les Gadgetinis (Gadget and the Gadgetinis)
- 2002 : Liberty's Kids
- 2002 : Stargate: Le dessin animé (Stargate Infinity)
- 2003 : Le Secret de Sabrina (Sabrina's Secret Life)
- 2003 : Charlotte aux Fraises (Strawberry Shortcake)
- 2005 : Trollz
- 2006 : Horseland : Bienvenue au ranch ! (Horseland)
- 2007 : Dino Squad
- 2007 : Sushi Pack

### Séries en prises de vue réelles
- 1986 : La Vie des Botes
- 1987 : La Lucarne d'Amilcar
- 2006 : Cake